# Дженерал-Прапорджеску
Дженерал-Прапорджеску (рум. General Praporgescu) — село у повіті Тулча в Румунії. Входить до складу комуни Черна.
Село розташоване на відстані 191 км на схід від Бухареста, 38 км на південний захід від Тулчі, 95 км на північ від Констанци, 53 км на південний схід від Галаца.

## Населення
За даними перепису населення 2002 року у селі проживали 205 осіб, з них 204 особи (99,5%) румунів. Усі жителі села рідною мовою назвали румунську.